# Varial Heelflip
Varial Heelflip – akrobacja wykonywana na deskorolce. Polega na kopnięciu deski, po uprzednim wyskoku, tak by obróciła się o 360 stopni dookoła swojej osi podłużnej i o 180 stopni do przodu, a następnie wylądowaniu na niej. Przy czym rotacja deskorolki ma miejsce "od" skatera. Trick ten wymyślił Rodney Mullen.
Wykonywane są także podwójne tricki (deskorolka obraca się o 360 stopni do tyłu i o 360 stopni w kierunku "od" skatera). Ewolucje te noszą odpowiednie nazwy: Inward Heelflip i 360 Inward Heelflip.